# Eratigena duellica
Eratigena atrica là một loài nhện trong họ Agelenidae. Chúng được Eugène Simon miêu tả năm 1875 và được tìm thấy ở châu Âu, Mỹ và Canada.

## Hình ảnh

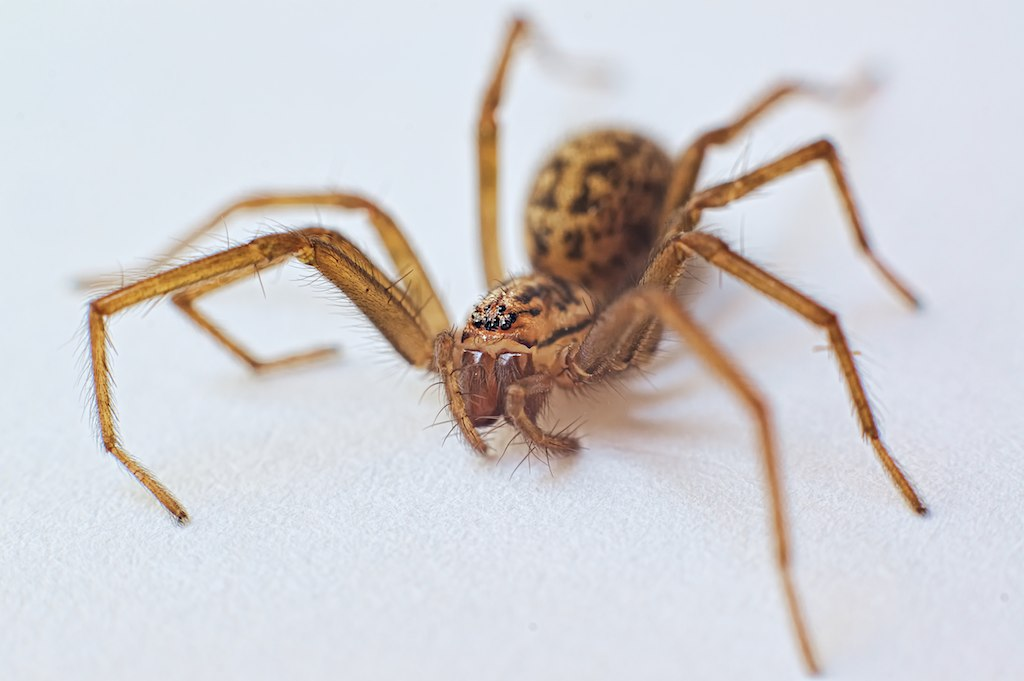
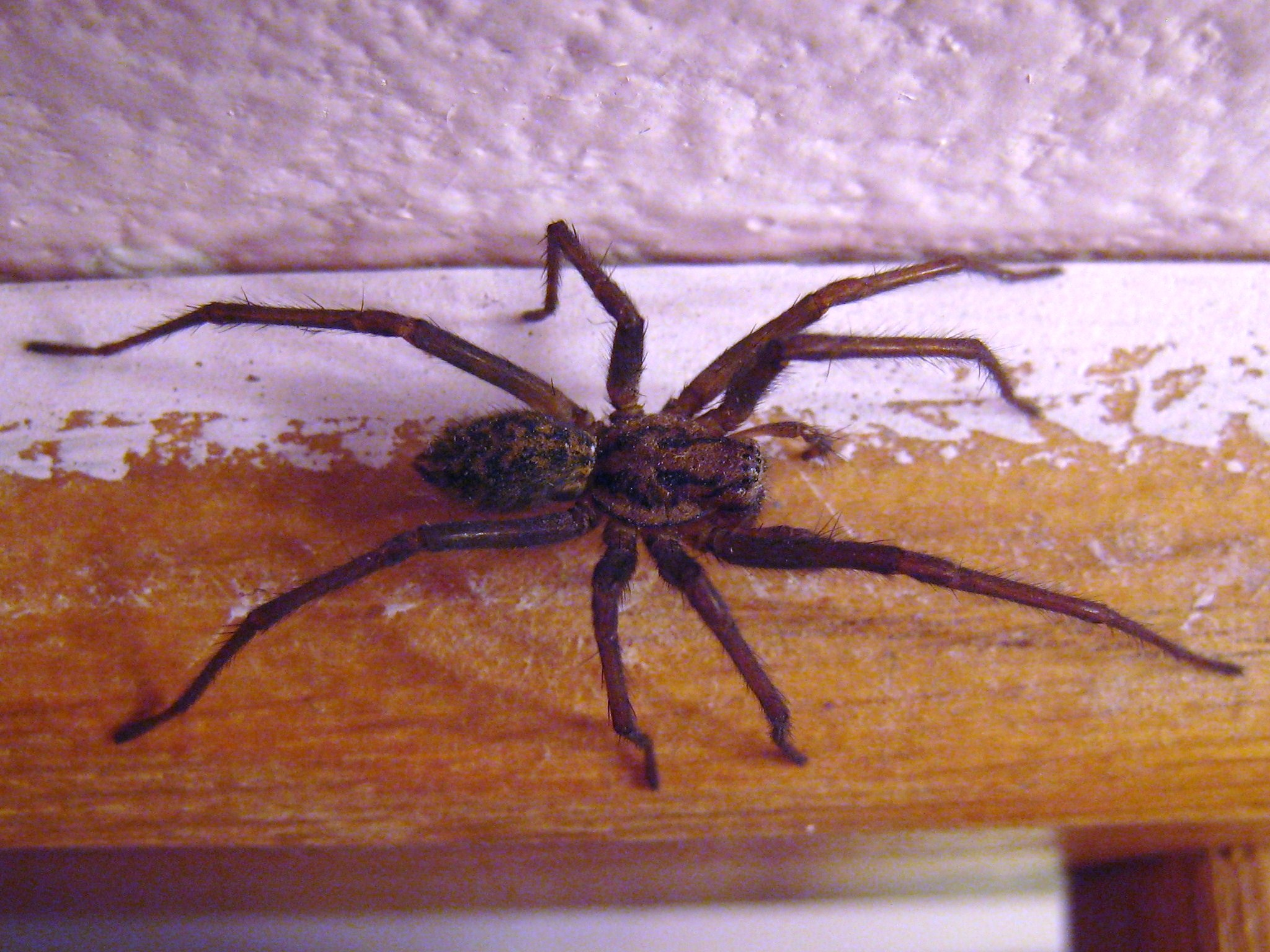
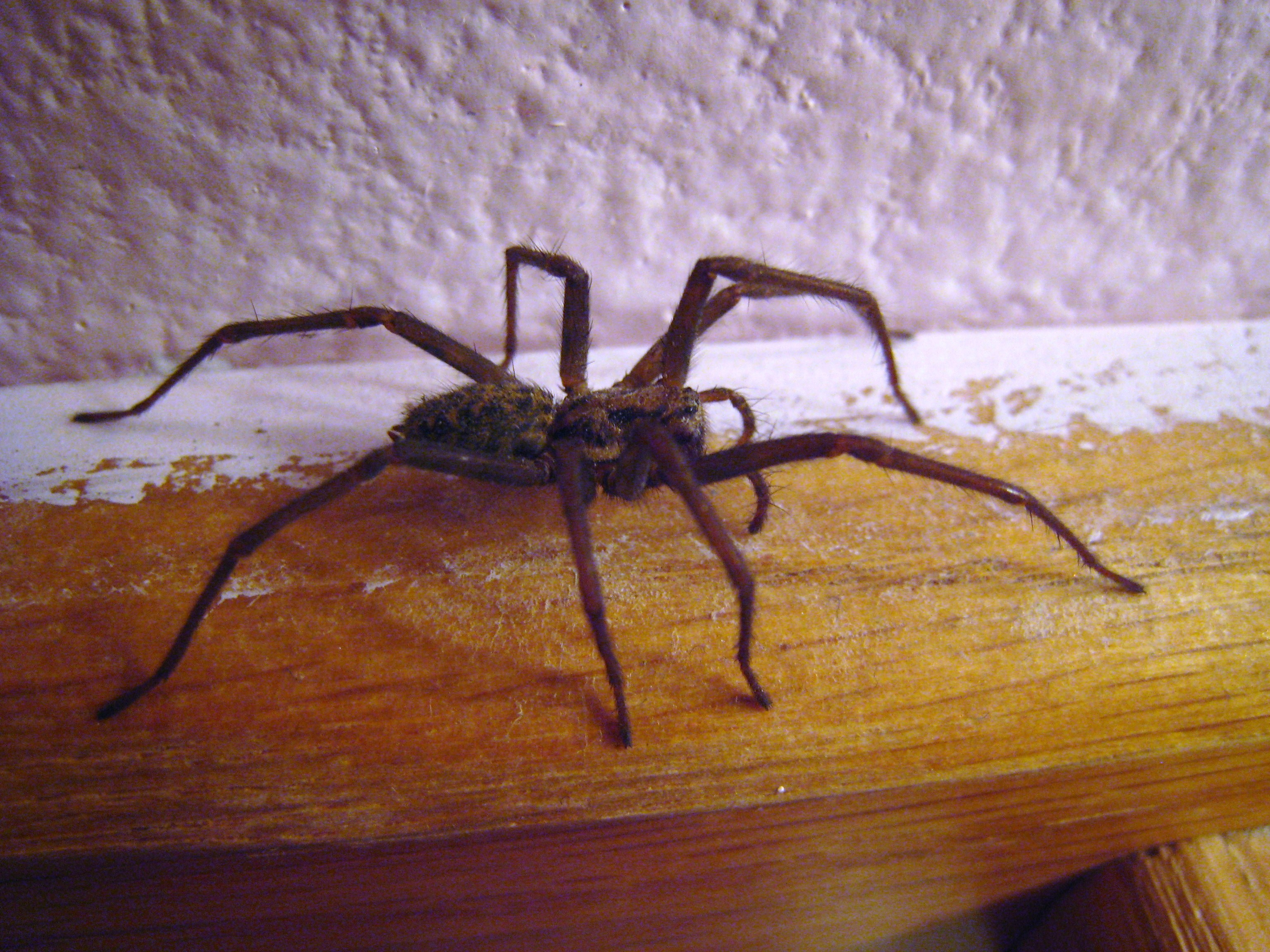
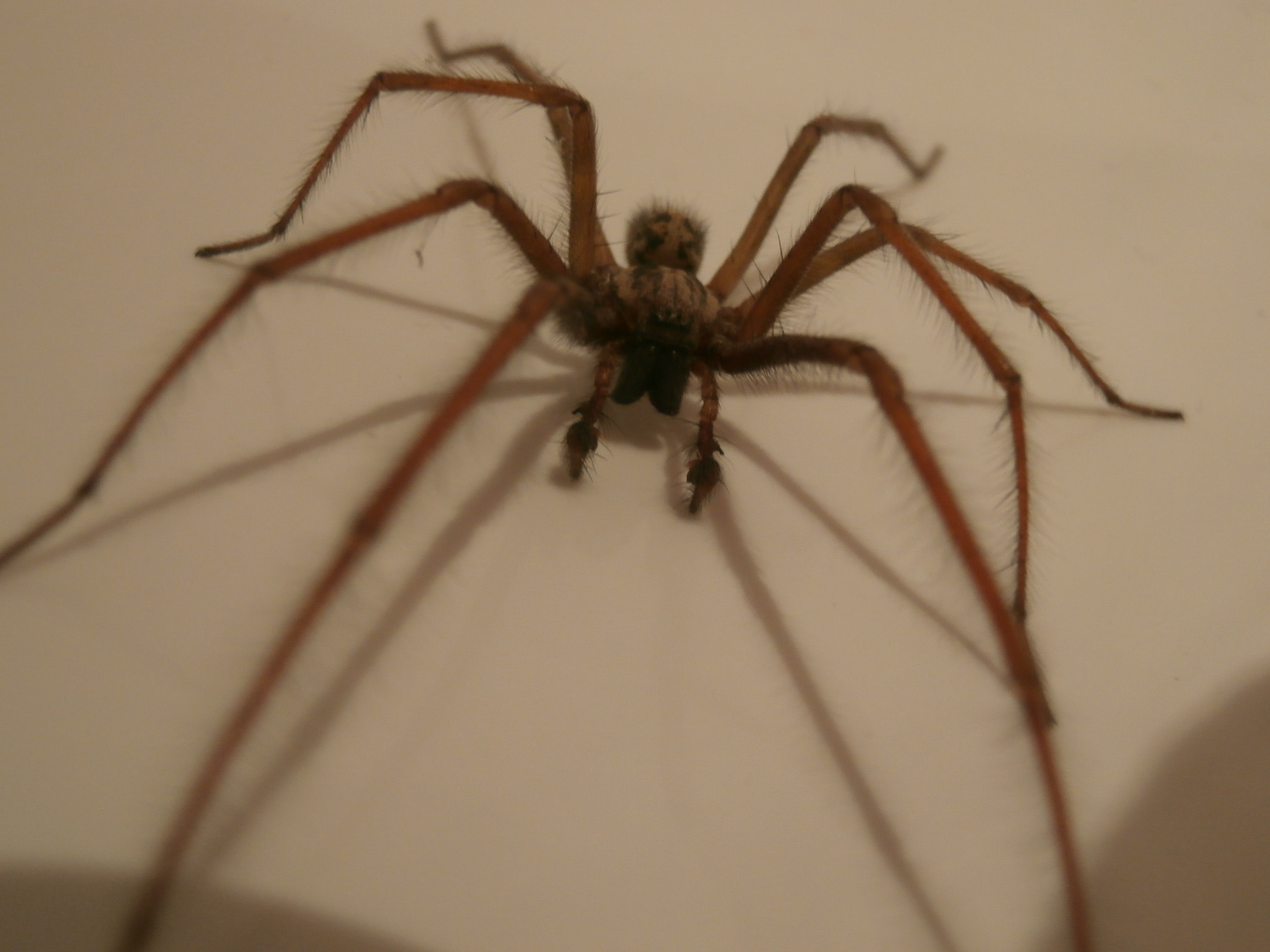
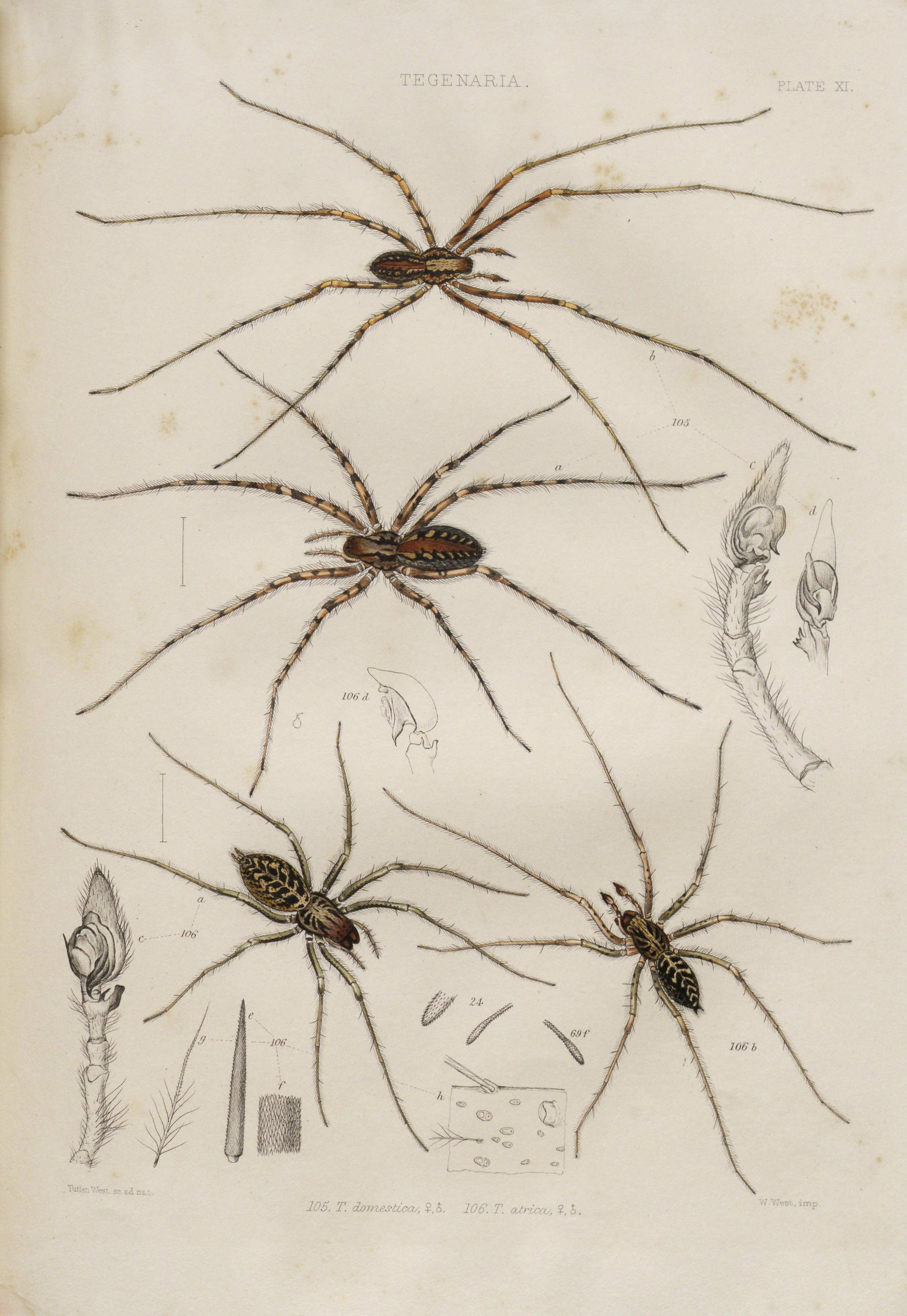